# Baxley
Baxley es una ciudad ubicada en el condado de Appling en el estado estadounidense de Georgia. En el censo de 2000, su población era de 4.150.

## Demografía
En el 2000 la renta per cápita promedia del hogar era de $24,441, y el ingreso promedio para una familia era de $30,648. El ingreso per cápita para la localidad era de $14,321. Los hombres tenían un ingreso per cápita de $28,087 contra $16,250 para las mujeres.

## Geografía
Baxley se encuentra ubicado en las coordenadas 31°46′31″N 82°20′51″O / 31.77528, -82.34750 (30.892087, -83.738400).
Según la Oficina del Censo, la localidad tiene un área total de 2 km² (0,8 mi²), de la cual 1,9 km² (0,7 mi²) es tierra y 0,1 km² (0 mi²) (5.0%) es agua.